# Кихти
Кихти (укр. Кихті) — село на Украине, находится в Чудновском районе Житомирской области.
Код КОАТУУ — 1825882002. Население по переписи 2001 года составляет 214 человек. Почтовый индекс — 13210. Телефонный код — 4139. Занимает площадь 1,223 км².

## Адрес местного совета
13210, Житомирская область, Чудновский р-н, с.Дрыглов, ул.Октябрьская, 9